# ザ・人体 映像で見る解体新書
ザ・人体 映像で見る解体新書 （ザじんたい えいぞうでみるかいたいしんしょ、Human Body: Pushing the Limits）は、ディスカバリーチャンネルで2008年に放送されたドキュメンタリー番組である。現在までに4エピソードが放送された。

## エピソード
- Strength
- Sight
- Sensation
- 脳と記憶 Brainpower